# Bazilika Navještenja
Bazilika Navještenja je rimokatolička bazilika u Nazaretu u Izraelu iz 1969. godine. Ova bazilika je najveća kršćanska crkva na Bliskom istoku.
Sredinom 4. stoljeća, svetište je izgrađeno na mjestu gdje je, prema kršćanskoj tradiciji, arkanđeo Gabrijel navijestio Djevici Mariji, da će začeti i roditi Isusa. U to vrijeme, nastale su i: Bazilika Rođenja Isusova te Bazilika svetoga groba.
U vrijeme križarskih ratova, crkva je bila ruševina. Normanski vitez Tankred od Galileje, dao je sagraditi novu katedralu preko špilje. Ta katedrala bila je najveća crkva, koju su sagradili križari. Godine 1170., oštećena je prilikom potresa. Obnova crkve prekinuta je nakon poraza križara u bitci kod Hittina te su križari izgubili Nazaret.
Zahvaljujući nizu ugovora, Nazaret je ostao hodočasničko mjesto do 1291., kada su križari bili protjerani iz zemlje. Franjevci su nastavili brinuti se za crkvu s prekidima, kada nisu mogli boraviti u Nazaretu. Godine 1620., franjevci su došli u posjed ruševina križarske katedrale u Nazaretu uz dopuštenje emira Fakr ad-Dina.
Godine 1730., dopuštenjem Dahera el-Omara sagrađena je nova crkva. Godine 1877., crkva je bila dograđena. Godine 1955., crkva je srušena, kako bi se izgradila nova sadašnja Bazilika Navještenja. Prije izgradnje došlo je do opsežnih arheoloških istraživanja. Baziliku je projektirao talijanski arhitekt Giovanni Muzio. Crkva ima dvije razine. Gornja razina slijedi konture križarske katedrale iz 12. stoljeća i ima brod s dva prolaza. Nadalje, ova razina je djelomična rekonstrukcija istočne apside. Niža razina uključuje špilju.
Godine 1964., baziliku je papa Pavao VI. posvetio Djevici Mariji. Bazilika je posvećena 23. ožujka 1969. Dva dana nakon toga održano je ekumensko liturgijsko slavlje, na kojem su prisustvovali: grčki pravoslavni, armenski, koptski, etiopski, sirijski i luteranski crkveni predstavnici.
U atriju oko bazilike nalaze se brojni mozaici Djevice Marije, koji su poklon umjetnika iz zemalja diljem svijeta. Hrvatska je predstavljena s mozaikom Majke Božje Bistričke renomiranog Hrvatskog slikara i grafičara Josipa Resteka (1915-1987). Žuti i crveni kamenčići mozaika oblikuju žuto-crvene zrake milosti Božje na podlozi tamno modroga dalekog svemira osutog zvjezdama. Kupola bazilike je visoka 55 m.

## Galerija
- Sveta misa u donjoj razini bazilike uz špilju navještenja.
- Japanski mozaik Madone s Djetetom Isusom.
- Prednja vrata s prizorima Isusova života
- Pogled noću
- Mozaik u klaustru bazilike